# Huis Wasa

Wapen van Wasa

Het huis Wasa was een Europees vorstengeslacht dat vier generaties op de troon van Zweden (van 1523 tot 1654) en twee generaties op de troon van Polen-Litouwen (van 1587 tot 1668) zat.
Na het Bloedbad van Stockholm in 1520 ontstond in Zweden een opstand die het einde van de Unie van Kalmar inluidde. Gustaaf Eriksson Wasa werd tot regent uitgeroepen en leidde de opstand tegen de Deense koning Christiaan II. In 1523 werd hij door de rijksdag in Strängnäs uitgeroepen tot koning van Zweden.
Zijn kleinzoon Sigismund III werd in 1587 koning van Polen (en grootvorst van Litouwen) en in 1592 ook van Zweden. In Zweden werd hij in 1599 afgezet en opgevolgd door zijn oom Karel IX. Hiermee werd een Poolse en een Zweedse tak gesticht.

## Zweedse linie
In Zweden bleven de Wasa’s tot 1654 op de troon zitten. Onder de zoon van Karel IX, Gustaaf II Adolf vestigde Zweden definitief zijn naam als grootmacht.
Zijn dochter Christina abdiceerde in 1654 om zich openlijk te kunnen bekeren tot het katholicisme, iets wat een vorst in het protestantse Zweden niet was toegestaan. Zij trok naar Rome en stierf daar in 1689. Met haar stierf de laatste legitieme telg uit het huis Wasa. Ze werd opgevolgd door Karel X Gustaaf, een zoon van Christina's tante Catharina Wasa.

## Poolse linie
Onder de zonen en opvolgers van Sigismund, Wladislaus en Jan II Casimir, stortte het land zich in een reeks van oorlogen, die het begin vormden van de ineenstorting van zowel het Pools-Litouwse Gemenebest als de Wasa-dynastie. Tussen 1648 (Chmelnytsky-opstand) en 1667 (Verdrag van Andrusovo) verloor het land een derde van zijn grondgebied. Bovendien had het in 1657 de Pruisische soevereiniteit moeten erkennen.
In 1668 deed Jan II Casimir afstand van de troon en trok zich terug als abt van de abdij van Sint-Maarten in Nevers, Frankrijk. De ex-koningin van Zweden, Christina, stelde zich kandidaat voor de Poolse troon, maar werd niet verkozen.
Met de dood van Jan II Casimir in 1672 stierf de Poolse linie van het huis Wasa uit.

## Regenten
| 1e generatie                                    | 2e generatie                                   | 3e generatie                                           | 4e generatie                       |
| ----------------------------------------------- | ---------------------------------------------- | ------------------------------------------------------ | ---------------------------------- |
| Gustaaf I van Zweden 1523-1560 1521-1523 regent | Erik XIV van Zweden 1560-1568                  |                                                        |                                    |
| Gustaaf I van Zweden 1523-1560 1521-1523 regent | Johan III van Zweden 1568-1592                 | Sigismund III van Polen 1587-1632 1592-1599 van Zweden | Wladislaus IV van Polen 1632-1648  |
| Gustaaf I van Zweden 1523-1560 1521-1523 regent | Johan III van Zweden 1568-1592                 | Sigismund III van Polen 1587-1632 1592-1599 van Zweden | Jan II Casimir van Polen 1648-1668 |
| Gustaaf I van Zweden 1523-1560 1521-1523 regent | Karel IX van Zweden 1604-1611 1599-1604 regent | Gustaaf II Adolf van Zweden 1611-1632                  | Christina I van Zweden 1632-1654   |

## Graven van Wasaborg
Koning Gustaaf II Adolf had een zoon bij zijn maîtresse, de Nederlandse Margriet Slots. Deze zoon werd in 1646 door zijn halfzus koningin Christina tot graaf van Wasaborg verheven.
De graven leefden in Noord-Duitsland en hadden hun residentie in Wildeshausen en trouwden voornamelijk met Duitse edelen.
Het huis Wasaborg stierf in 1754 in mannelijke lijn uit met de derde graaf, George Maurits. Hij was ook de laatste mannelijke telg van het huis Wasa.
- Nationale Bibliotheek van Letland: 000105457
- Nationale Bibliotheek van Tsjechië: osd2017952502
- Nationale Bibliotheek van Israël: 987007293488905171
- Virtual International Authority File: 305077471